# SAM Coupé
A SAM Coupé egy brit 8 bites hobbiszámítógép, melyet  először 1989 végén mutatott be a swanseai székhelyű Miles Gordon Technology (MGT).  Gyakran – de hibásan – a Sinclair ZX Spectrum klónjaként utalnak  rá, mivel néhány tekintetben hasonlítanak. Van egy ZX Spectrum kompatibilis üzemmódja,  és annak idején a ZX Spectrum egyik kézenfekvő utódjaként reklámozták, amihez már a megjelenése pillanatában nagy mennyiségű szoftver áll rendelkezésre. Az újságok „az új Speccy”-nek becézték, a korabeli népszerű 16 bites számítógépekhez (Amiga, Atari ST) hasonlították a teljesítményét.

## Hardver áttekintés

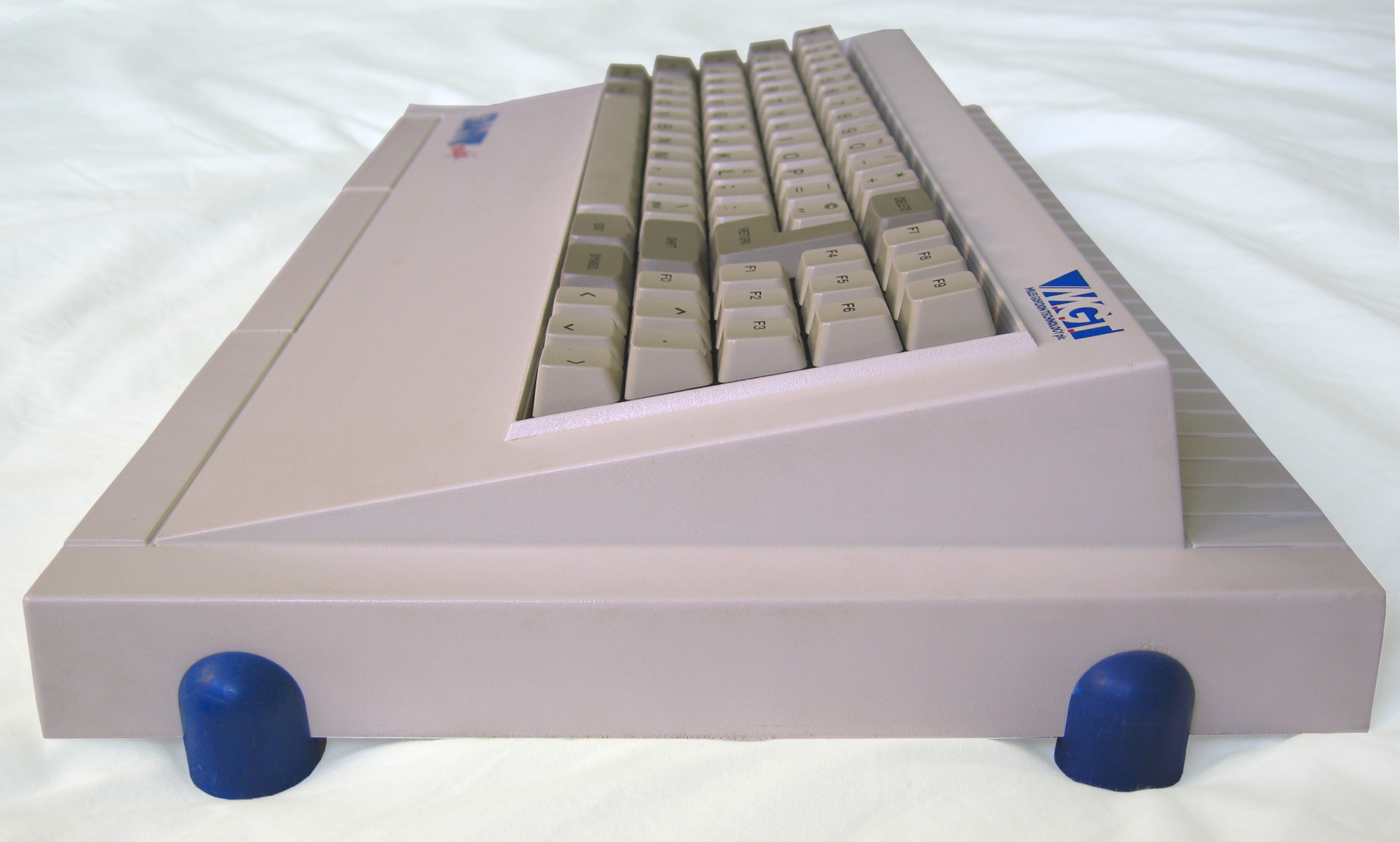
Oldalról úgy mutat mint egy autó

A számítógép központi egysége a 6 MHz-en működő Zilog Z80B mikroprocesszor. Továbbá tartalmaz egy ASIC áramkört, amely – a ZX  Spectrum ULA-hoz hasonlóan – több különböző funkciót valósít meg, előállítja az  RGB videojelet, I/O műveleteket kezel, memória lapozást végez stb. A számítógép  alapkiépítésben 256 KB RAM-ot tartalmaz, ami a gépen belül 512 KB-ig bővíthető,  illetve külső bővítő segítségével akár további 4 MB-tal növelhetjük a memóriát (1  MB-os modulokkal). A Z80B a 16 bites címbusszal egyszerre 64 KB memóriát tud  megcímezni, melyet a tervezők 4db 16 KB méretű blokkra osztottak fel, így a teljes  rendelkezésre álló memóriát lapozással lehet elérni. Az alapmodell elsődleges  háttértárolója a kazettás magnó, de lehetőség van akár két 3.5 collos floppy meghajtó beszerelésére is. A hangkeltésért a 6 csatornás (+2  zaj), 8 oktávos, Philips SAA 1099 típusú integrált áramkör felelős. Az ASIC – többek  között – tartalmaz egy megszakítás vezérlő áramkört, melynek segítségével a  programfutás szinkronizálható az elektronsugár pozíciójához. Az ASIC eredeti  prototípusa 138 IC-ből állt, melyet a japán Fujitsu cég miniatürizált egyetlen integrált áramkörbe.

### Grafika
A SAM Coupé 4 grafikai módot ismer:
- Mode 1 – 256×192 felbontás, nemlineáris, különálló attribútumterület, ZX  Spectrum kompatibilis, 6,75 KB méretű
- Mode 2 – 256×192 felbontás, lineáris, 1 bit/pixel, külön 32×192 attribútumterület minden 8×1 pixelhez, 12 KB méretű
- Mode 3 – 512×192 felbontás, lineáris, 2 bit/pixel (4 szín), 24 KB méretű
- Mode 4 – 256×192 felbontás, lineáris, 4 bit/pixel (16 szín), 24 KB méretű

A Mode 3 kétszeres vízszintes felbontása rendkívül hatékonnyá teszi a program- vagy szövegszerkesztést. Például programozás közben használhatjuk a 3-as módot, míg maga a  program futhat mondjuk 4-es képernyő módban.
A színeket egy max. 16 elemű palettáról használhatjuk, melyet a rendelkezésre álló 128  színből állíthatunk össze. Egy szín 2-2 bit vörös, zöld és kék szín-komponensből áll,  továbbá 1 bit a fényerőt szabályozza. A számítógép nem szabványos SCART  csatlakozóján kivezették a TTL videojelet is, ami mindössze 16 szín megjelenítését  teszi lehetővé. Mode 4 üzemmódban a paletta színei újradefiniálhatók rasztersoronként, így mind a 128 szín felhasználható a képen. A kompozit videojelet a  Motorola MC1377P áramkör állítja elő az ASIC RGB kimenetéből.
A ZX Spectrum emulációhoz szükséges, hogy a processzor azonos sebességgel hajtsa  végre az utasításokat, ezért a kompatibilis Mode 1 üzemmódban a SAM extra várakozó  ciklusokat iktat be.

### A hanggenerátor
Hat önálló frekvenciagenerátort tartalmaz, melyek 8 oktávon, oktávonként 256 különböző hangmagasságot képesek előállítani, a 30 Hz–7,8 kHz tartományban. Két programozható zajgenerátora van, melyek két különböző üzemmódban használhatók: vagy az egyik generátor vezérli (kétszerezi a generátor frekvenciáját), vagy a három előre definiált zajból választhatunk (7,8 kHz, 15,6 kHz, 31,25 kHz). Utóbbi esetben a zaj- és a frekvenciagenerátor kimenete egymásra keverhető. A 6 csatornára egyenként megadható, hogy a jobb, a bal, vagy mindkét oldalon szóljon. Így a kimeneten 12 logikai hangcsatornát kapunk, melyek hangereje 16 szinten állítható. Két dedikált generátorra 8–8 különböző burkológörbét definiálhatunk, de ebben az esetben csak 8 hangerő-szintet lehet állítani.
Egy hardverhiba miatt, a reset gomb megnyomásakor az SAA1099 hanggenerátor csip nem kap reset jelet, így az épp lejátszott hangok tovább szólnak.

### SAM Basic
A számítógép bekapcsolásához szükséges ún. boot kódot és a BASIC értelmezőt (SAM  BASIC) a 32 KB ROM tartalmazza, melyet Dr. Andrew Wright (a Spectrum Beta Basic  szerzője) készített. A lemezmeghajtó kezeléséhez szükséges szoftvert (DOS) nem  tartalmazza a ROM, ezt először lemezről be kell tölteni a BOOT parancs vagy az F9  billentyű segítségével. A gyári lemezek nagy része tartalmazza a SAMDOS-t, így azok  közvetlenül indíthatók. Később egy továbbfejlesztett változat is megjelent MasterDOS  néven, amely egyebek mellett gyorsabb lemezhozzáférést, több fájl kezelését és a  valós idejű óra (RTC) támogatását tartalmazza.
A Basic-ben írt programok maximális mérete 217 KB lehet az alapkiépítésű SAM-en.  Maximum 61439 sort írhatunk tele, soronként 127 utasítással. A változók neve akár 10  karakter hosszú is lehet. A tömbök méretét csak a rendelkezésre álló szabad memória  mérete korlátozza.
A SAM Basic egy strukturált nyelv, amely támogatja az eljárás definíciót, a lokális  változókat, a paraméterátadás pedig lehet érték vagy cím szerinti. A vezérlő és ciklusszervező utasítások is gazdagabbak a ZX Spectrum Basicben megszokottnál, van  ELSE, DO, LOOP, REPEAT, UNTIL, CASE és ON ERROR utasítás. Támogatja az automatikus  újrasorszámozást (AUTO).
Az igen fejlett SAM Basic különböző képernyő-manipuláló utasításokkal segíti a  programozókat: gyors rajzoló utasítások vonal és kör rajzolásához, területkitöltéshez  (PLOT, DRAW, CIRCLE, pattern FILL), képernyő mozgató utasítások (ROL, SCROLL),  képernyő terület manipuláló utasítások (GRAB, PUT).
A rajzoló utasításokhoz a képernyő koordináta rendszer állítható, szabadon választható  a középpont, és tetszőlegesen skálázható a vonalhúzás (XOS, YOS, XRG, YRG változók).  Az egymást követő grafikai utasítások egy szekvenciába rögzíthetők (RECORD), hogy  később egyszerűen megismételhetők legyenek (BLITZ), a BASIC értelmező feldolgozási lassítása nélkül.
Mind a 128 szín elérhető Basic-ből is (PALETTE), és mindegyik szín felhasználható egy  képernyőn, ugyanis megadható, hogy melyik képernyő-sorban változzon meg az adott  paletta bejegyzés (Mode 4 módban).
Hangkeltéshez rendelkezésre áll a Spectrum-on megismert BEEP utasítás, de a speciális SOUND utasítással a hangchip minden funkciója elérhető. Ezen kívül beépítettek néhány  hangeffektust is (ZAP, POW, ZOOM, BOOM).
MasterBasic
Később megjelent kiegészítés, melyet szintén Dr. Andrew Wright készített, és amely a  SAM Basic minden területén érdekes bővítéseket tartalmaz. A RECORD-BLITZ utasításokhoz hasonlóan az új megszakítás vezérelt SOUND utasítás is dolgozhat karakterlánc  változóból, a háttérben futva (RECORD SOUND, BLITZ SOUND). Ez lehetővé teszi, hogy a Basicben írt programokhoz is egyszerűen készíthessünk aláfestő zenét. A  képernyő-terület kezelő parancs (PUT) kb. 40%-kal gyorsabb lett, és lehetőséget ad a felülírt terület elmentésére (nem kell külön GRAB). Megjelent egy új utasítás a teljes  képernyő másolására (COPY SCREEN), ami a különböző képernyőmódok közötti konverziót is  automatikusan elvégzi, továbbá lehetőség van a különböző felbontási módok keverésére  (ALTER DISPLAY). A karakterlánc kezelés kapott néhány kiegészítést: sorbarendezés  (SORT), összefűzés (JOIN), törlés (DELETE), keresés karakterlánc-tömbökben (INARRAY),  formázott kiírás (USING$), karakter-szám konverzió (SVAL$, NVAL) stb. A  programszerkesztést is hatékony eszközökkel segíti. A modern parancsbeviteli rendszerekhez (shell) hasonlóan, lehetőség van a korábban bevitt  sorok visszakeresésére (CTRL+UP/DOWN), a kurzor szavankénti léptetésére  (SHIFT+LEFT/RIGHT), bizonyos változók/szövegrészek/kulcsszavak keresésére (REF), vagy  akár ezek kicserélésére (ALTER). A fejlesztők örömére hibakereső funkció (LINE) is  került a bővítésbe, melynek segítségével akár lépésenkénti végrehajtásra is van mód. A  strukturált programozást segítendő, lehetőség van az eljárások vagy ciklusok magjából  az azonnali kilépésre (EXIT PROC, EXIT DO, EXIT FOR), így nem kell a GOTO parancsot  használni. A gyakran használt eljárásokat rezidenssé tehetjük (HIDE), így egy NEW vagy  LOAD parancs után is rendelkezésre állnak.

### Videomemória-problémák
A belső memóriához való hozzáférés megosztott a processzor és a videoáramkör között. A CPU-nak várnia kell, míg az ASIC olvassa a memóriát. Emiatt a SAM Coupé processzora mindössze  10-15%-kal tud gyorsabban működni, mint a ZX Spectrum-ban található 3,5 MHz-es Z80A processzor. További teljesítmény problémát jelent, hogy Mode 3 vagy Mode 4 grafikus módban majdnem négyszer annyi memóriaterületet kell kezelni, mint a Spectrum esetében.
Némi előnyt jelent azonban a Spectrummal szemben, hogy a képernyőmemória lineáris és nincs külön színmemória (kivéve Mode 1). Ez egyszerűbbé – és így gyorsabbá – teszi az  alacsony szintű képernyőkezelést.
A video áramkör okozta lassulás a teljes belső memóriára vonatkozik, nem úgy mint a ZX Spectrum esetében, ahol csak az alsó 16K RAM-ban okoz lassulást az ULA. Sajnos hardveres képernyő-segédműveleteket nem implementáltak a fejlesztők (mint például sprite-kezelés, blitter, vonalhúzás, területkitöltés), ami jelentősen növelte volna a  gép grafikai teljesítményét.
Mialatt a 256x192 képpont méretű területet rajzolja az ASIC, a CPU minden 8 T-állapot alatt csupán egyszer férhet a memóriához. Mode 3 és Mode 4 üzemmódban a képernyő teljesen kikapcsolható, így a processzor teljes 6 MHz-es teljesítménye kihasználható. A ROM területen található kód futását nem befolyásolja a video áramkör működése. A tervezők gondoltak erre, ezért, a fejlesztőket segítendő, néhány gyakran használatos assembly utasítást helyeztek el fix címen a ROM-ban (pl. LDIR, LDDR, CPRD stb).

### Lemezmeghajtó
A SAM Coupé-ba két, Citizen típusú, 3,5 hüvelyk méretű, keskeny lemezmeghajtót fogadó  nyílást terveztek. Az IDE merevlemezekhez hasonlóan, ezek a meghajtók is tartalmazzák a vezérlő elektronikát, típusa: WD1772-02. Ez azzal az előnnyel jár, hogy  két lemezmeghajtót akár egyszerre is használhatunk.
A SAM tervezési hibájából fakadóan adatvesztést okozhat, ha a számítógép  újraindításakor (reset), vagy bekapcsoláskor a meghajtóban hagyjuk a lemezt. A  probléma gyökere az, hogy reset alatt az ASIC nem állítja elő a 8 MHz-es órajelet, ami hibás működést vált ki a floppy vezérlő áramkörében. A MasterDOS tartalmaz egy  segítséget a probléma elhárítására (Seek Safe), ami a meghajtó olvasófejét a directory utolsó sávjára viszi. A megoldás nem 100%-os. Létezik hardveres javítás is, ami gyakorlatilag kiváltja a 8 MHz előállítását egy önálló kapcsolással (Edwin Blink Disk Protector Unit).
A DSDD (két oldal, double density) lemezeket 80 sávra (tracks) formázza oldalanként, sávonként 10 szektorral, szektoronként 512 bájt kapacitással. A lemezek így 800 KB  információt hordoznak, amiből 20 KB foglalt a könyvtárstruktúra számára.
A fájlrendszer nagyon hasonló az MGT Plus D interfészénél használt megoldással,  bővítve a SAM Coupé fájltípusokkal.
A lemezmeghajtók vezérlője kompatibilis az IBM PC-ben használttal, és léteznek  szoftverek, melyek segítségével olvashatók a FAT formátumú lemezek.

### Periféria csatlakozók
A SAM Coupé-hoz kiemelkedően sok periféria illeszthető alapkiépítésben is:
- két belső 3,5 hüvelykes hajlékonylemezes meghajtó
- nem szabványos SCART csatlakozó, audio kimenet, kompozit, analóg és digitális RGB  videojel kimenet
- 64 tűs Euro-csatlakozó, általános bővítő port
- Egér csatlakozó (saját szabvány, de létezik Atari ST átalakító)
- 5 tűs DIN csatlakozó fényceruza vagy fénypisztoly csatlakoztatására
- MIDI ki/bemenet (és átmenet, szoftveresen)
- max. 16 számítógép kapcsolható hálózatba a MIDI porton keresztül
- Atari szabvány 9 tűs joystick port, ami egy speciális kábellel két joystick  illesztését is lehetővé teszi
- 3,5 mm mono kazettás magnó csatlakozó
- sztereo hangkimenet, 5 tűs DIN csatlakozón keresztül

Az Amstrad CPC tápegységeihez hasonlóan, a SAM Coupé tápegysége tartalmazza az RF  modulátort is, ha esetleg a TV-re antenna csatlakozón át szeretnék kötni a  számítógépet. Sajnos ez interferenciát okoz az antennajelben, ezért egyfajta megoldás  lehet a modulátor kiszerelése, csupán a tápegység funkciót megtartva.
Szintén tervezési hiba miatt, ha a gyári joystick-elosztó kábelt két botkormánnyal használjuk, azok zavarják egymás működését.
A Euro-csatlakozón keresztül maximum 4 hardver eszközt illeszthetünk a számítógéphez, a  SAMBUS elnevezésű interfész segítségével, ami extra szolgáltatásként egy valós idejű órát is tartalmaz. Ha a csatlakoztatott eszközök áramfelvétele meghaladja a  megengedett maximális értéket, külső tápegységről kell üzemeltetni a SAMBUS-t.

### Kaleidoscope
A SAMCo (SAM Computers Ltd) fejlesztése ez a kiegészítő, amely a SAM Coupé  színpalettáját bővítette ki 32768 színre. Elég későn, 1992 márciusában harangozták be, de a termék épp csak a cég csődbe jutása előtt jelenhetett meg. A készre szerelt,  dobozos interfész ára 1992 nyarán 40 angol font volt, a KIT-ben kapható verzió 30 fontba került. A KIT verzióban a doboz nélküli panelt a felhasználónak magának kellett  beültetnie, illetve a Kaleidoscope áramkörén túl tartalmazott egy, a hardver  fejlesztésekhez használható I/O részt is portkivezetéssel, plusz 8 LED-et.
A termék sajnos nem váltotta valóra a hozzá fűzött reményeket. Valójában nem bővítette  a színpalettát, csupán egy egyszerű 3 tranzisztoros kapcsolással a SAM analóg RGB  kimenetét osztotta 256 részre (3 bit vörös, 3 bit zöld, 2 bit kék), ezzel az eredeti 128 szín 32768 árnyalatát képezve. A működéséből adódóan, a Kaleidoscope-on beállított  árnyalás a képen látható összes színt egyformán érinti. Nem lehet az egyes színekre önálló értéket beállítani, a rendelkezésre álló színek száma továbbra is 128, ami így 256 különböző árnyalatból választható ki.
Egy kis trükkel azonban megnövelhető az egy képen felhasználható árnyalatok száma. Ha  például minden sorban új árnyalási értéket állítunk be, akkor soronként más-más 128-as  palettáról választhatjuk ki a megjeleníthető 16 színt. Sajnos ez még mindig nem ad elég szabadságot, hiszen az egy sorban található összes színt egyformán érinti a beállítás. Soronként többször is változtathatnánk az árnyalás értékét, de ez már túl sok processzoridőt venne igénybe, a színek beállítása mellett gyakorlatilag nem maradna elegendő idő a program számára. Ezek után nem véletlen, hogy egy szoftver sem  támogatja.

### Hardver problémák
A már említett, lemezmeghajtót és hanggenerátort érintő tervezési hibák mellett számos, kisebb-nagyobb hardveres problémával bír a számítógép. A jelenleg ismert hibák:
- A reset gomb megnyomásakor az SAA1099 hanggenerátor chip nem kap reset jelet, így az épp lejátszott hangok tovább szólnak.
- Ha a számítógép  újraindításakor (reset), vagy bekapcsoláskor a meghajtóban hagyjuk a lemezt, adatvesztés történhet.
- Az NMI (nem maszkolható megszakítás) gomb nem pergésmentes, ami megnyomáskor többszörös NMI jel generálást eredményez.
- A soros porton átviteli hibák keletkezhetnek. Ez a nem megfelelően simított tápfeszültség következménye.

## ZX Spectrum kompatibilitás

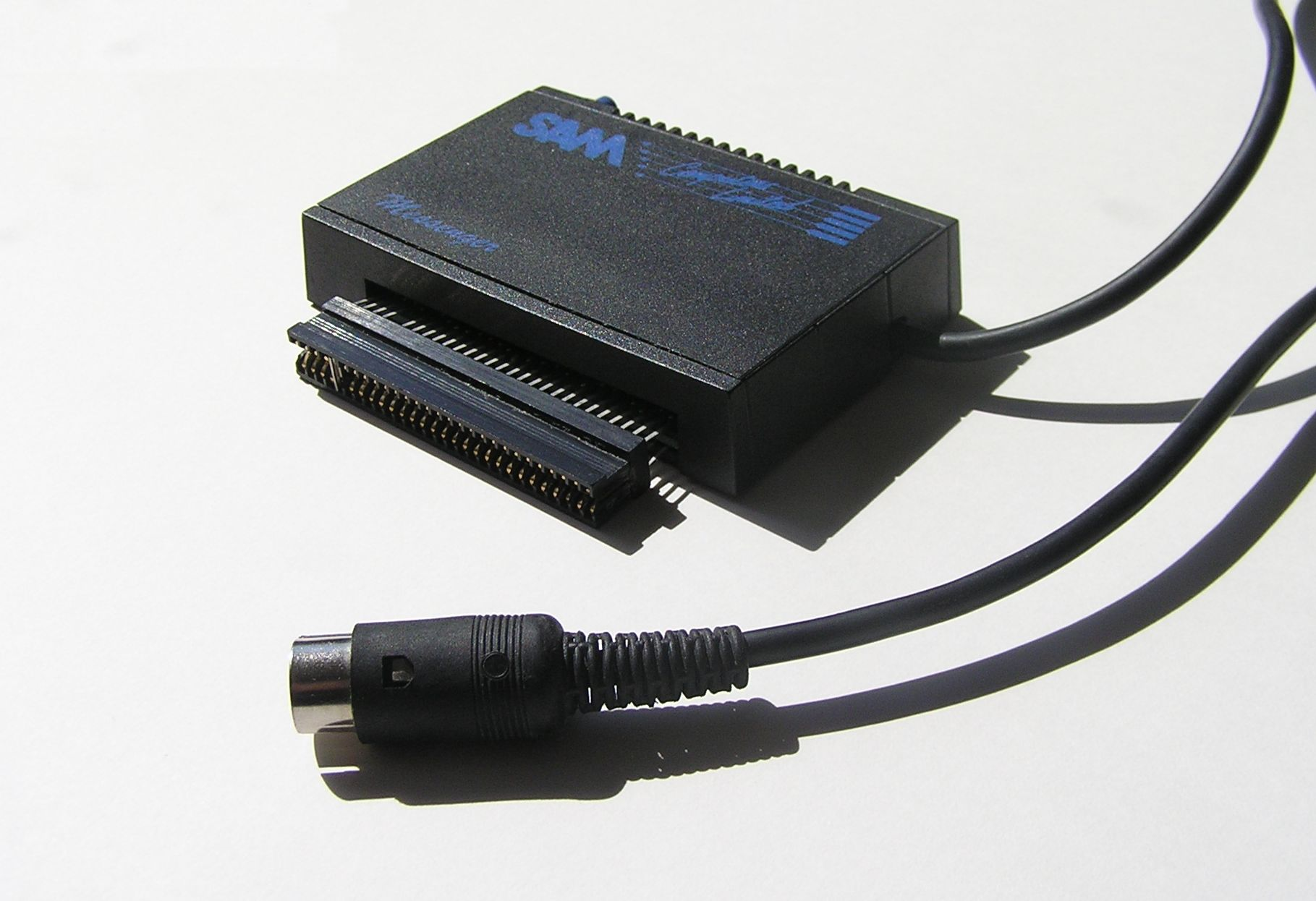
A Messenger interfész

A ZX Spectrum számítógéppel való kompatibilitás csupán a 48K-s verzióra korlátozódik.  Az emulációt a Spectrum ROM tartalmának beolvasásával, és a Mode 1 képernyőmód  kiválasztásával lehet bekapcsolni. A ZX Spectrum ROM programját, jogi problémák  elkerülése okán, nem mellékelték a géphez, azt a felhasználónak saját magának kellett  beszereznie.
A 128K-s Spectrum memóriatérképe nem kompatibilis a SAM Coupé megoldásával, továbbá a  két számítógép eltérő hanggenerátor áramkört alkalmaz. Az egyetlen megoldás a 128K-s  programok átírása.
Mivel a Mode 1 emulációban a SAM sebessége nem 100%-osan egyezik a ZX Spectrum  sebességével, ez sok szoftvernél futtatási problémákat okoz, főként másolásvédelemmel  ellátott programok esetében. Az MGT ezért kifejlesztett egy Messenger nevű interfészt,  melynek segítségével lementhető egy csatlakoztatott ZX Spectrum-on futó program  pillanatnyi állapota, hogy később már a ZX Spectrum nélkül visszatölthessük,  futtathassuk. A Messenger a SAM Coupé hálózati portjára és a ZX Spectrum bővítő  buszcsatlakozójára kapcsolódik. Sajnálatos módon, egy újabb hiba folytán, az eredeti  break (NMI) gombok - melyekkel a Messenger programja aktiválható - nem működtek, ezért  egy további kiegészítőre volt szükség, ún. break-button kártyára, amely a SAM bővítő  csatlakozójára illeszthető.

## Üzleti eredmények
Három különböző cég birtokolta a SAM Coupé jogait. Nem megerősített információk  szerint, kb. 12000 darab SAM Coupé és SAM Élite számítógépet értékesítettek összesen.

### Miles Gordon Technology, plc. (MGT)
Eredetileg hardver kiegészítőket gyártottak a ZX Spectrum-hoz, majd 1989 év végén  mutatták be a SAM Coupé-t. Túl későn dobták piacra a gépet, így elszalasztották a  karácsonyi ajándékvásárt, a számítógépek nagy része raktáron maradt. A 16 bites  számítógépek és az IBM PC térnyerése is nehezítette az eladásokat. További  veszteségeket okozott, hogy mintegy 8000 eladott számítógéphez kellett javított ROM-ot  biztosítani. A nagy szoftverházak jelentős része kivonult a 8 bites gépek piacáról,  így új szoftverek alig jelentek meg. Az MGT 1990 júniusában csődbe ment.

### SAM Computers Ltd
Az MGT összeomlása után, Alan Miles és Bruce Gordon felvásárolták a csődbe ment cég  vagyonát, és megalapították a SAMCo-t. A 3.5 collos meghajtóval szerelt SAM Coupé árát  sikerült 200 font alá vinni, új játékok és hardver kiegészítések jelentek meg. A cég  1992 júliusáig tudott talpon maradni.

### West Coast Computers
A SAM Coupé megmaradt készletét a West Coast Computers vásárolta fel 1992  novemberében. A némileg megújított számítógépet SAM Élite néven hozták forgalomba. A  változtatás minimális volt: a memóriát 512 KB-ra bővítették és egy nyomtató  csatlakozót kapott. Az eredeti keskeny meghajtót a Citizen visszavonta az európai  piacról 1990-ben, így az új gépeket hagyományos 3.5 collos meghajtókkal szerelték. A  West Coast Computers 2005 februárjában került felszámolás alá. A cégről nagyon keveset  tudni. Hosszú ideig az egyetlen kapcsolat a Format kiadó volt, mely 1998-ban megszűnt.

## SAM, a robot
Mel Croucher ötlete alapján, Robin Evans rajzolta meg a SAM Coupé kabalafiguráját. A  felhasználói kézikönyvben, és a legtöbb hirdetésben megjelent, majd később a SAM  Strikes Out c. játék főszereplőjeként láthattuk viszont.

## Jelentősebb szoftverek
Említésre méltó mennyiségű lemezújságot adtak ki SAM Coupé-ra, mint például a FRED és  a hivatalos SAMCo Newsdisk. Hírhedten sok ún. puzzle (logikai) játék jelent meg a  gépre, melyre a Your Sinclair magazin nem egyszer viccesen utalt.
Néhány híres játék átirata is elkészült, például a Manic Miner, Prince of Persia  és a Lemmings. Nem hivatalos konverzió, de az eredeti játéktermi Defender hű mása is elkészült (Chris Pile).

### Flash!
Egy rajzoló szoftver, mely az egyetlen teljes értékű alkalmazás, amit minden SAM Coupé-hoz mellékeltek. A program írója az a Bo Jangeborg, aki korábban ZX Spectrum-ra írta a The Artist első és második részét. A Flash! támogatja mind a négy képernyő  üzemmódot, képek konverzióját az üzemmódok között, és néhány alap animációs műveletet. Csak teljes képernyő méretű képek szerkesztését támogatja, de legfőbb hiányossága, hogy nem lehet egyszerre látni a teljes képet. A gyári egérhez kiegészítésként mellékelték a Flash! egérkezelést támogató verzióját.

### E-Tracker
Az első zeneszerkesztő (tracker) program SAM-re, mely az Amiga SoundTracker ZX Spectrum átiratán alapult, de teljesen az SAA1099 hanggenerátor képességeihez igazítva. A program a Fred Publishing kiadásában jelent meg 1992-ben.

### ProTracker 2
Az E-Tracker-hez hasonló zeneszerkesztő program, mely megjelenésében sokkal közelebb áll az Amiga Protracker szerkesztőhöz. Az E-Tracker-rel összehasonlítva, annál több hangszert és effektet támogat, használata egyszerűbb, felhasználói felülete igényesebb. Elég későn jelent meg (1996-ban), ezért nem tudott olyan széles körben elterjedni, mint az E-Tracker.

## Szoftverházak
Mielőtt a SAM Coupé megjelent, a US Gold nagyképűen állította: "Ha, úgy mint a  Strider-rel, egy játékot több platformra is elkészítünk, nem kell mást tennünk, mint  egyszerűen összegyúrjuk a ZX Spectrum verzió kódját és az Atari ST verzió grafikáját.  Ez legfeljebb két hét munkát jelenthet.". A Strider - sok egyéb játékkal együtt - soha  nem jelent meg SAM-re. A számítógép támogatottsága alacsony volt, nagyon kevesen  fejlesztettek a gépre, leginkább csak SAM-re specializálódott cégek.

### Enigma Variations
Az elsők között lépett a SAM fejlesztők piacára. Legismertebb játékai: Defenders of  the Earth, Escape from the Planet of the Robot Monsters, Five on a Treasure Island  (Enid Blyton Famous Five c. regénye alapján), Klax, Pipe Mania, egy eredeti SAM játék,  a SAM Strikes Out (Jet Set Willy klón), Futureball (Speedball jellegű futurisztikus  sportjáték), és a Sphrea.

### Revelation
A SAM Computers szoftver részlege, melyet 1992-ben alapítottak, miután a nagyobb  kiadók továbbra sem támogatták a gépet. Eredeti SAM játékai között szerepel:  Astroball, Batz'n'Ball, Legend of Eshan, Sophistry és Wop Gamma. Szintén a Revelation  kiadásában jelent meg a Hexagonia, amely az Atomix-hoz hasonló logikai játék.  Készítettek átiratokat is, például: Prince of Persia, Manic Miner, Splat! és az Elite  (ami nem több, mint a ZX Spectrum 48K verzió floppy lemezen).

### Persona
Malcolm Mackenzie szoftverkiadó cége. A kiadó gondozásában megjelent ismertebb programok: Defender, Booty, ProTracker 2, Batz 'n Ballz, Hexagonia, BeetleMania, Ice Chicken és a kéthavonta megjelenő Blitz lemezújság.

### FRED Publishing
Az egyik legismertebb név a SAM Coupé tulajdonosok számára. Működését a havonta  megjelent Fred c. lemezújság kiadásával kezdte. A harmadik számmal már egy játékot is  kaptak az előfizetők (Tetris). Első önálló játékuk a Impatience/Triltex volt. Ezt  követően folyamatosan jelentettek meg programokat SAM-re. Leghíresebb játékuk az  1993-ban kiadott Lemmings SAM konverziója, mely Chris White munkája. Ezen kívül számos  eredeti SAM játékot adtak ki, például: Boing, The Bulgulators, Dyzonium, Football  League Manager, Momentum, Parallax, Waterworks, Witching Hour. A Fred Publishing céget  megvásárolta a Persona. Az eladást 1999. január 8-án jelentette be Malcolm Mackenzie, a  Persona tulajdonosa, aki egy hónappal később elhunyt.

## A SAM közösség
Az alacsony eladások és a lemezújságok igen magas számának eredményeként, sok önálló  fejlesztő vált ismertté:
- Graham Burtenshaw – a SAM Paint és a Momentum szerzője, továbbá megalapítója és  szerkesztője az Enceladus magazinnak.
- Simon Cooke – az egyik legtermékenyebb programozó a SAM közösségben.
- František Fuka – programozó és zenész.
- David Gommeren – a SAM Tetris és Bats'n Balls játékok szerzője, továbbá néhány  demo-t készített még.
- Colin Jordan – a Five On a Treasure Island, Splat és a Sam Adventure System (SAS)  szerzője. Dolgozott a SAM Computers-nél.
- Balor Knight – az Astroball és a Dyzonium c. játékok szerzője.
- Colin Macdonald – a FRED! megalapítója és főszerkesztője.
- Simon Owen – a Sim Coupe (a SAM Coupé emulátor) szerzője.
- Colin Piggot – a Quazar tulajdonosa, sok szoftver és hardver kiegészítőt készít, a  SAM Revival magazin szerzője.
- Chris Pile – Pro-Dos (CP/M) szerzője, és a Defender átiratának készítője.
- Nick Roberts – programozó, a CRASH! magazinban a SAM rovatot vezette.
- Allan Skillman – a Linux XCoupe szerzője, mely a Sim Coupe alapjául szolgált.
- Brent Stevens – a SAM Coupé Public Domain szoftver egyesületet szervezte meg, SAM  játék és hardver leírásokat írt.
- Ron Stirling – a Review lemezújság és a MegaDisk játék összeállítás készítője.
- Chris White – a Prince of Persia és a Lemmings átiratának készítője.

## Emuláció
Miután a SAM Coupé gyártása már jó ideje megszűnt, a számítógépet pedig viszonylag  nehéz beszerezni, az emuláció egyre inkább fontossá válik. A Sim Coupe emulátort Simon  Owen készítette és tartja karban, mely az eredeti Linux XCoupe emulátor alapján  készült. Az emulátort számos más platformra átírták, ezek között van a Windows, MAC  OSX, Linux, AmigaOS 4, Pocket PC, QNX és a Sony PSP. Az emulátor fejlesztésében  közreműködtek: Simon Cooke, David Zambonini, Andrew Collier, Ian Collier és még sokan  mások.